# Télimélé
Télimélé – miasto w Gwinei; 30 100 mieszkańców (2006). Przemysł spożywczy, włókienniczy.